# Saint-Julien-le-Pèlerin
Saint-Julien-le-Pèlerin är en kommun i departementet Corrèze i regionen Nouvelle-Aquitaine i de centrala delarna av Frankrike. Kommunen ligger  i kantonen Mercœur som tillhör arrondissementet Tulle. År 2022 hade Saint-Julien-le-Pèlerin 116 invånare.

## Befolkningsutveckling
Antalet invånare i kommunen Saint-Julien-le-Pèlerin
Referens:INSEE